# Félix Fernández Christileb
Félix Fernández Christileb (11 de enero de 1967) es un ex futbolista mexicano que se desempeñaba como portero, además es escritor, y actualmente analista y conductor del programa República Deportiva en TUDN. Hermano de la periodista Fátima Fernández Christlieb.

## Futbolista
A nivel internacional, participó en selecciones juveniles con las que disputó el Mundial Juvenil de 1987, realizado en Canadá, y fue integrante de la Selección Nacional absoluta desde mayo de 1993 y hasta 1996, asistiendo al Campeonato Mundial de 1994 en Estados Unidos, disputando la Copa Oro ‘93, donde "El Tri" consiguió el campeonato, y la eliminatoria mundialista rumbo a Francia ‘98.

### Atlante
Con Atlante vivió su etapa más memorable como profesional donde logró el ascenso a Primera División al obtener el Campeonato de la temporada 1990-1991 en una serie que se prolongó a tres partidos contra Pachuca, y que debió definirse en la cancha neutral del Estadio Cuauhtémoc de Puebla hasta la tanda de penales. Fernández fue el encargado de cobrar el último disparo de la serie, consiguiendo el triunfo y el regreso al máximo circuito mexicano. Muchos elementos de esa generación, como Luis Miguel Salvador y Roberto Andrade, le darían al club el campeonato de Primera División en la temporada 1992-1993, con Félix en la puerta azulgrana.
En mayo de 2002 fue operado de la columna vertebral por el doctor Alfredo Cardozo, quien le implantó cuatro tornillos y dos mallas de titanio. Realizó su rehabilitación con el Club Atlante bajo la vigilancia de los doctores Raymundo Uribe y Radamés Gaxiola (este último encargado de los servicios médicos de la Selección Nacional); tan solo cinco meses después regresó a las canchas para el partido de despedida de Alberto García-Aspe en Puebla.

### Atlético Celaya
En 1998 llegó al Atlético Celaya, donde jugó un año, para regresar con los Toros en el año 2000 y jugar otro año con los celayenses.

### Retiro
Tras colaborar para la salvación de Atlético Celaya y participar con Puebla FC, regresa a Atlante en 2003 para anunciar su retiro de las canchas. Félix fue objeto de un doble homenaje en el duelo ante Atlas en el Estadio Neza 1986.
Tras iniciar el encuentro como titular, recibió el balón desde el círculo central, y tras 19 segundos lo mandó fuera del campo, a las manos de su técnico, para ser entonces sustituido por Federico Vilar. El motivo de este peculiar acto, se remonta a la temporada 1995 - 1996, cuando tras iniciar el duelo, un error defensivo dejó al ariete Martín Vilallonga de Toros Neza mano a mano con el arquero, que debió cometer mano fuera de su área para evitar la anotación. La expulsión por parte del árbitro Arturo Brizio Carter, derivó en el debut del guerrerense Samuel Máñez, fallecido en diciembre de 2002 cuando jugaba para Veracruz.
Previo a dejar el campo de juego, tras 15 años como profesional, Fernández, que había vestido el suéter y los guantes de Samuel Máñez, dejó esta indumentaria en la portería del Neza '86, para entregar un reconocimiento a la viuda del arquero, al árbitro que lo expulsó en tiempo récord para la liga, y recibir posteriormente un reconocimiento por parte del Club Atlante a su trayectoria.
Una playera gigante con el número 12, el mismo que Félix Fernández utilizara durante su trayectoria en el club, fue elevada mediante globos atados, simbolizando el retiro del dorsal. Es hasta la fecha, el único número retirado en la institución.

## Comunicador
Félix participa desde 1996, cuando aún se encontraba en activo, como columnista en los periódicos mexicanos “El Financiero” y “Reforma”, en el cual colabora hasta la fecha. Articulista de la revista “Deportes Hits”, que circula en los Estados Unidos. Participó en el libro “Hambre de Gol. Crónicas y Estampas de Fútbol” de la Editorial Cal y Arena; en el libro “Copa del Mundo Corea-Japón”, de la Editorial Leto.
Como conductor de televisión participó en el Programa “Los Antagonistas” del canal 22 de México, durante el Mundial Corea-Japón 2002. De agosto de 2002 a mayo de 2005 participó como analista diario en el programa Radiofónico “La Competencia” que se transmite por Estadio W, en México, así como en diversas transmisiones para radio, tanto de partidos del campeonato mexicano como de la selección nacional.
En junio de 2003 fue nombrado director general de la Comisión del Jugador en la Federación Mexicana de Fútbol, representando a más de 5,000 futbolistas de las cuatro divisiones profesionales; cargo que desempeñó hasta junio de 2005. Desde esa fecha se mudó a Miami para desempeñarse como conductor del prestigiado show de entretenimiento semanal “República Deportiva”, de la cadena Univision, para la cual cubrió la Copa del Mundo Alemania 2006. En esta misma cadena presenta el segmento deportivo del programa ‘Primer Impacto’ y del ‘Noticiero Univisión Fin de semana’, así como breves deportivos, todo ello a nivel nacional dentro de Estados Unidos.
Junto a seis excompañeros de Selección Nacional (Ignacio Hierro, Gerardo Torrado, Fernando Arce, Luis García, Marco Garcés y Joaquín Beltrán, es socio de la revista www.yosoyfutbol.com (enlace roto disponible en Internet Archive; véase el historial, la primera versión y la última)., que se reparte de manera gratuita a todos los futbolistas y equipos de la Primera División Profesional de México; con dichos socios ofrecen clínicas de fútbol. El proyecto actualmente es dirigido por Mónica Pérez.
Junto a Luis 'Matador' Hernández y Jorge Campos, en septiembre del 2009 fue contratado como una de las imágenes del desodorante oficial de la Selección Nacional Mexicana: Degree Men.

## Escritor
Publicó en 2003 su primer libro, “Guantes Blancos – Las Redes del Fútbol”, de Editorial Ficticia, en el que se incluyen anécdotas de sus años como futbolista profesional, además de ideología y pensamientos en torno al compañerismo, la sociedad del vestidor, la cotidianeidad y la vida de quienes lo practican.
Participó de forma importante junto al periodista - y atlantista a ultranza - Heriberto Murrieta en “Azulgrana. La historia del equipo Atlante”; publicado por Editorial Clío con motivo de los 90 años del club.
Junto al escritor Marcial Fernández (Pepe Malasombra), editor de Ficticia, fue encargado durante tres años del área cultural de Fútbol Show La Experiencia, feria oficial de la Federación Mexicana de fútbol, en donde se realizaron exposiciones de escultura y pintura; mesas redondas con escritores y futbolistas; presentaciones de libros y conciertos.
En julio de 2006 colaboró en la antología de cuentos de fútbol: “También el último minuto”, realizada por Marcial Fernández, donde publicó su primer cuento titulado "Off the Record". Junto a cuatro escritores más, colaboró en el libro “Hugo”, centrado en la historia de Hugo Sánchez. Su más reciente participación se dio en el libro de la película “Rudo y Cursi”, de Carlos Cuarón, donde analiza la parte futbolística de la cinta.

En mayo de 2010, presentó su segundo libro con editorial Ficticia: "Guantes Blancos: Personajes de Fútbol" donde se recopilan anécdotas de su carrera, además de notables personajes del fútbol mexicano como Raúl Arias, el enfrentamiento Húgo Sánchez - Ricardo La Volpe, César "Chispa" Suárez, Marvin Cabrera, Ignacio Hierro, Samuél Máñez, Javier Aguirre, Bonifacio Núñez, y personajes pintorescos de la liga como Félix Hernández o Alex Moonlight Owhofasa.
En el 2014 Félix Fernández publicó el libro llamado "Fútbol, entre balones y valores (De la moral con los pies a las patadas con la cabeza)" con la editorial Ediciones Urano. Cuenta con la participación del escritor mexicano y aficionado del Necaxa, Juan Villoro. En el texto se habla del fútbol moderno y de la ética de todos los personajes que enfocan el fútbol dentro y fuera de la cancha.

## Trayectoria como futbolista

### Trayectoria en Clubes
| Club            | Periodo   |
| --------------- | --------- |
| Atlante FC      | 1987-1998 |
| Atlético Celaya | 1998-1999 |
| Atlante FC      | 1999-2001 |
| Atlético Celaya | 2001-2002 |
| Atlante FC      | 2002-2003 |

### Trayectoria en selección nacional
Torneos Oficiales
| Torneo                 | Equipo              | Sede           | Resultado        |
| ---------------------- | ------------------- | -------------- | ---------------- |
| Copa Oro 1993          | Selección de México | México         | Campeón          |
| Copa Mundial FIFA 1994 | Selección de México | Estados Unidos | Octavos de final |

## Palmarés

### Títulos nacionales
| Año       | Título                     | Club       |
| --------- | -------------------------- | ---------- |
| 1990-1991 | Segunda División de México | Atlante FC |
| 1992-1993 | Primera División de México | Atlante FC |

### Títulos selecciones
| Año  | Título            | Equipo              |
| ---- | ----------------- | ------------------- |
| 1993 | Copa Oro CONCACAF | Selección de México |

### Reconocimiento
- El Atlante retira su dorsal (12), siendo el único caso en la historia del club.